# Alaptus
Alaptus is een geslacht van vliesvleugeligen uit de familie Mymaridae. De wetenschappelijke naam van dit geslacht is voor het eerst geldig gepubliceerd in 1839 door Westwood.

## Soorten
Het geslacht Alaptus omvat de volgende soorten:
- Alaptus aegyptiacus Soyka, 1950
- Alaptus ah Girault, 1930
- Alaptus andersoni Ferrière, 1930
- Alaptus animus Girault, 1913
- Alaptus antennatus Kryger, 1950
- Alaptus antillanus Cheke & Turner, 1974
- Alaptus apterus Girault, 1920
- Alaptus auranti (Mercet, 1912)
- Alaptus aureus Girault, 1920
- Alaptus bidentatus Girault, 1938
- Alaptus borinquensis Dozier, 1932
- Alaptus caecilii Girault, 1908
- Alaptus delhiensis Mani, 1942
- Alaptus eriococci Girault, 1908
- Alaptus extremus Soyka, 1939
- Alaptus fructuosus Meunier, 1909
- Alaptus fusculus Walker, 1846
- Alaptus fuscus Förster, 1861
- Alaptus globosicornis Girault, 1908
- Alaptus globularis Sveum & Solem, 1980
- Alaptus iceryae Riley, 1889
- Alaptus immaturus Perkins, 1905
- Alaptus inciliatus Girault, 1930
- Alaptus intonsipennis Girault, 1910
- Alaptus longicaudatus Lou, Cao & Lou, 1999
- Alaptus maccabei Girault, 1913
- Alaptus magnanimus Anandale, 1909
- Alaptus magnus Cheke & Turner, 1974
- Alaptus maidli Soyka, 1939
- Alaptus malchinensis Soyka, 1948
- Alaptus minimus Westwood, 1839
- Alaptus minutus Dozier, 1932
- Alaptus muelleri Girault, 1912
- Alaptus newtoni Girault, 1912
- Alaptus novickyi Soyka, 1948
- Alaptus nowickii Ghesquière, 1939
- Alaptus oh Girault, 1930
- Alaptus pallidornis Förster, 1856
- Alaptus pechlaneri Soyka, 1948
- Alaptus priesneri Soyka, 1950
- Alaptus psocidivorus Gahan, 1927
- Alaptus pusillus Girault, 1938
- Alaptus pygidialis Ogloblin, 1959
- Alaptus quadratus Girault, 1929
- Alaptus ramakrishnai Mani, 1942
- Alaptus reticulatipennis Girault, 1935
- Alaptus richardsi Hincks, 1960
- Alaptus schmitzi Soyka, 1939
- Alaptus stammeri Soyka, 1939
- Alaptus tritrichosus Malac, 1947